# 弋江镇 (南陵县)
弋江镇，是中华人民共和国安徽省芜湖市南陵县下辖的一个乡镇级行政单位。

## 行政区划
弋江镇下辖以下地区：
五班街社区、汤蓬街社区、蒲桥街社区、奚滩街社区、竞河村、燕山村、中洲村、宋桥村、新光村、凤洲村、铁拐村、奚滩村、弋丰村、杮坝村、蒲东村、塘南村、蒲西村、钟塘村、新陶村、沿河村、东河村、紫溪村、合义村、红塘村、闸口村、排湾村、上洲村、姚义村、中联村、黄城村、四连村和五一村。